# Rosario Aiosa
Rosario Aiosa (La Spezia, 3 luglio 1952) è un generale italiano dell'Arma dei Carabinieri, decorato di Medaglia d'Oro al Valor Militare.

## Biografia
Rosario Aiosa iniziò la sua carriera militare presso la Scuola Militare Nunziatella di Napoli dove fu ammesso a frequentare il corso negli anni dal 1967 al 1971. Finito il periodo presso la Nunziatella, transitò nell'Accademia Militare di Modena, completando il biennio di formazione nel 1973 con il grado di Sottotenente dell'Arma dei Carabinieri.
Mentre era comandante della compagnia distaccata di Fermo, diresse nella notte del 18 maggio 1977, un'importante operazione volta a contrastare un gruppo di sei pericolosi criminali, appartenenti al “clan dei catanesi”.
Due dei tre principali membri erano latitanti, ricercati per l’omicidio di un agente della pubblica sicurezza. Il terzo era un evaso. Per sottrarsi alla crescente pressione delle forze dell’ordine, si trasferirono prima in Abruzzo e poi nelle Marche, con l’intento di continuare le loro attività criminose. Qui, dopo alcune azioni minori, si prepararono a colpire in modo più sistematico. L’arsenale rinvenuto dopo l’operazione di polizia — che includeva fucili modificati, pistole, esplosivi, parrucche e numerose munizioni — dimostrando la pericolosità del gruppo e il livello di pianificazione.
L’azione culminante si svolse a Porto San Giorgio, in un supermercato, dove i malviventi tentarono una rapina armata. I carabinieri riuscirono ad intercettare la banda e, per cercare di sottrarsi al controllo, i criminali, aprirono il fuoco contro i militari. Nel corso dei 3 diversi conflitti a fuoco che ne seguirono, ai quali presero parte, complessivamente, dieci carabinieri, due militari persero la vita, mentre 4 malviventi furono uccisi e gli altri 2 arrestati. Due militari furono feriti: il Brigadiere Velemiro Di Toro Mammarella e il Capitano Rosario Aiosa.
Il Brigadiere, ferito in modo grave ma non letale, riportò una lesione da arma da fuoco che coinvolgeva vasi sanguigni principali. Dopo la guarigione, proseguì il servizio raggiungendo il grado di Luogotenente, prima di morire nel 2015 all’età di 69 anni.
Il Capitano Aiosa, invece, riportò ferite potenzialmente letali: una grave emorragia interna e danni estesi a fegato e stomaco causati dal proiettile. Le sue condizioni furono critiche per mesi, in bilico tra la vita e la morte. Durante questo periodo fu assistito dalla signorina Paola Cirilli, che sarebbe divenuta sua moglie il 6 agosto dello stesso anno. In seguito alla sua guarigione, Aiosa riprese servizio attivo, nel ruolo effettivo dell’Arma, arrivando fino alla promozione a Generale di Brigata nel 2003, prima di passare al ruolo d’onore.
Per l’alto senso del dovere, il sangue freddo in azione e il sacrificio personale, Rosario Aiosa fu insignito della Medaglia d’Oro al Valor Militare, massimo riconoscimento per chi ha rischiato la vita in difesa dello Stato. La stessa onorificenza fu consegnata, postuma, anche ai due militari caduti: l’Appuntato Alfredo Beni e il Maresciallo Capo Sergio Piermanni.
Frequentò, in seguito fa Scuola di Guerra. e terminò la sua carriera militare raggiungendo i vertici della sua amministrazione venendo promosso Generale di Corpo d'Armata.
Dal 16 aprile 2014 al 3 luglio 2017 è stato presidente "Ufficio per la tutela della cultura e della memoria della difesa" (OnorCaduti). Attualmente è Presidente del Gruppo Medaglie d'Oro al Valor Militare.
Durante eventi commemorativi, il Generale Aiosa ha ricordato spesso quella tragica notte, colpito non tanto dalle ferite fisiche, quanto dal dolore di aver perso due dei suoi uomini. Con grande sensibilità, ha sempre ricordato l’affetto dimostrato dalla popolazione, che si mobilitò donando sangue e offrendo sostegno.